# Júlia Flàvia
Júlia Flàvia (en llatí Julia Flavia) va ser una dama romana, única filla de l'emperador Tit i de Màrcia Furnil·la.
Els seus pares es van divorciar quan era molt petita, perquè la mare, Màrcia, provenia d'una família que havia conspirat contra l'emperador Neró. L'any 65, descoberta la conspiració de Pisó, la família de Màrcia Furnil·la va caure en desgràcia. Júlia va ser educada a Roma pel seu pare. Quan Tit va conquerir Jerusalem a la Primera Guerra Judeoromana, ella tenia sis anys.
Tit la va oferir en matrimoni al seu germà Domicià, però aquest no ho va acceptar perquè estava enamorat de Domícia Longina, amb la que es va casar. Més tard, Júlia es va casar amb Tit Flavi Sabí, cònsol l'any 82, encara que ja havia estat seduïda pel seu oncle Domicià.
Quan van morir el seu pare i el seu marit, Domicià va conviure amb ella com si fossin casats. Més tard, Domicià es va reconciliar amb Domícia Longina, però va seguir amb les relacions que mantenia amb Júlia. Quan Júlia va quedar embarassada, va avortar i va morir. Algunes fonts diuen que l'avortament va ser provocat per Domicià. Júlia va ser deïficada i les seves cendres es van barrejar més tard amb les de Domicià.